# ناصر بن سليم
ناصر بن سليم  (1167 هـ - 1233 هـ) كان فارساً من قبيلة بني مالك شهران من بلدة تمنية في إقليم عسير وقائداً من قادة الدولة السعودية الأولى، شارك في معاركها في فترة الحرب العثمانية السعودية وقاتل مع الجيوش السعودية في الحجاز وعسير تحت لواء الأمير عبد الوهاب أبو نقطة والأمير طامي بن شعيب تحت مسمى قائد خياله من أشهر المعارك التي خاضها معركة بسل الشهيرة ومعركة إخماد ثورة حمود أبو مسمار في المخلاف السليماني قتل بعد عدة وقائع على يد قوات محمد علي باشا الوالي العثماني لمصر.